# Pure Comedy
Pure Comedy — третий студийный альбом американского фолк-музыканта Джоша Тиллмана под сценическим псевдонимом Father John Misty. Его релиз был анонсирован 23 января 2017 года. Он был выпущен 7 апреля 2017 года на лейбле Bella Union в Великобритании и Европе и на лейбле Sub Pop в остальном мире. Это третий студийный альбом Тиллмана после его ухода из Fleet Foxes. Он был спродюсирован Джошем Тиллманом в сотрудничестве с Джонатаном Уилсоном, звукорежиссёром Тревором Спенсером и композитором/контрабасистом Гэвином Брайерсом. Pure Comedy был номинирован на 60-й церемонии вручения премии «Грэмми» в категориях «Лучший альбом альтернативной музыки» и «Лучшее оформление альбома» за своё делюкс-издание и победил в последней номинации.

## История
Большая часть Pure Comedy была написана в 2015 году.
Альбом Pure Comedy был записан в марте 2016 года на студии United Recording Studios в Лос-Анджелесе. Основной трекинг и вокал были записаны вживую, не более чем в два дубля каждый. Микшированием занимались Тиллман, Уилсон и звукорежиссёр Тревор Спенсер, а мастерингом — Боб Людвиг в Gateway Mastering Studios. Среди инструментов — струнные и роговые. Брайарс, а также Нико Мули и Томас Бартлетт предоставили хоровые аранжировки.

## Отзывы
| Совокупная оценка    | Совокупная оценка |
| Источник             | Оценка            |
| -------------------- | ----------------- |
| AnyDecentMusic?      | 8.0/10            |
| Metacritic           | 85/100            |
| Оценки критиков      |                   |
| Источник             | Оценка            |
| AllMusic             | [ 8 ]             |
| The A.V. Club        | B+                |
| Entertainment Weekly | B+                |
| The Guardian         | [ 10 ]            |
| The Independent      | [ 11 ]            |
| Mojo                 | [ 12 ]            |
| NME                  | [ 13 ]            |
| Pitchfork            | 7.6/10            |
| Q                    | [ 15 ]            |
| Rolling Stone        | [ 16 ]            |

Альбом получил положительные отзывы музыкальных критиков и интернет-изданий. Согласно агрегатору рецензий Metacritic, Pure Comedy получил «всеобщее признание» на основе средневзвешенного балла 85 из 100 от 36 критиков. В рецензии The Record Store Clerk отмечалось, что «Pure Comedy (показывает) зрелого артиста, доказывающего, что он может продолжать делать музыку на вершине своей игры и, вероятно, будет делать её ещё долгие годы». В положительной рецензии для Chorus.fm Аарон Мук пишет: «Pure Comedy — это великолепный альбом, альбом, который останется важным в контексте карьеры Тиллмана, но, прежде всего, это искренний альбом. Иногда трудно сопереживать человеку, который отказывается говорить вам то, что вы хотите услышать — особенно если то, что он говорит, правда». Джон Амен, написавший для No Depression, также дал высокую оценку, назвав Pure Comedy «самым амбициозным, цельным и провокационным релизом Тиллмана на сегодняшний день».
Тем не менее, альбом разделил мнение некоторых критиков. No Ripcord поставил альбому оценку 4/10, заявив: «Один из самых разочаровывающих релизов последнего времени. Треки блуждают бездарно, раздавленные тяжестью солипсического „послания“, а реальные моменты качества служат лишь напоминанием о том, что могло бы быть». Spin заявил: «Он не в самом весёлом настроении, и музыка следует за ним. Пышности стало меньше, и работа вызывает все больше сравнений с авторами-исполнителями 70-х годов, такими как Рэнди Ньюман и Гарри Нильссон, которые прятали свои едкие комментарии в прочных поп-структурах».
Pure Comedy был номинирован на 60-й церемонии вручения премии «Грэмми» в категориях «Лучший альбом альтернативной музыки» и «Лучший оформление альбома» за своё делюкс-издание и победил в последней номинации в равной степени с альбомом Магина Диаса El Orisha de la Rosa.

### Итоговые годовые списки
| Публикация          | Список                             | Ранг | Ссылка |
| ------------------- | ---------------------------------- | ---- | ------ |
| Drowned in Sound    | Favourite Albums of 2017           | 71   | [ 24 ] |
| Exclaim             | Top 20 Pop & Rock Albums of 2017   | 11   | [ 25 ] |
| Loud and Quiet      | Top 40 Albums of 2017              | 23   | [ 26 ] |
| NME                 | NME’s Albums of the Year 2017      | 4    | [ 27 ] |
| New York Daily News | The 25 Best Albums of 2017         | 17   | [ 28 ] |
| RIOT Mag            | RIOT’s Albums Of The Year 2017     | 8    | [ 29 ] |
| Rolling Stone       | 50 Best Albums of 2017             | 19   | [ 30 ] |
| Rough Trade         | Albums of the Year 2017            | 23   | [ 31 ] |
| Stereogum           | The 50 Best Albums of 2017         | 22   | [ 32 ] |
| The Skinny          | The Skinny’s Top 50 Albums of 2017 | 50   | [ 33 ] |
| The Sunday Times    | 100 Best albums of the year        | 1    | [ 34 ] |
| Uncut               | 75 Best Albums of 2017             | 13   | [ 35 ] |
| Uproxx              | All The Best Albums of 2017        | 5    | [ 36 ] |
| Vinyl Me, Please    | The 30 Best Albums of 2017         | 4    | [ 37 ] |

## Коммерческий успех
Pure Comedy дебютировал на 10-м месте в американском хит-параде Billboard 200 с продажами 35000 альбомных эквивалентов, из которых 33000 были чистыми альбомными продажами.

## Список композиций
Слова и музыка всех песен — Джош Тиллман.
| №                   | Название                                                          | Длительность |
| ------------------- | ----------------------------------------------------------------- | ------------ |
| 1.                  | «Pure Comedy»                                                     | 6:23         |
| 2.                  | «Total Entertainment Forever»                                     | 2:53         |
| 3.                  | «Things It Would Have Been Helpful to Know Before the Revolution» | 4:18         |
| 4.                  | «Ballad of the Dying Man»                                         | 4:50         |
| 5.                  | «Birdie»                                                          | 5:19         |
| 6.                  | «Leaving LA»                                                      | 13:11        |
| 7.                  | «A Bigger Paper Bag»                                              | 4:41         |
| 8.                  | «When the God of Love Returns There'll Be Hell to Pay»            | 4:04         |
| 9.                  | «Smoochie»                                                        | 3:45         |
| 10.                 | «Two Wildly Different Perspectives»                               | 3:12         |
| 11.                 | «The Memo»                                                        | 5:16         |
| 12.                 | «So I'm Growing Old on Magic Mountain»                            | 9:58         |
| 13.                 | «In Twenty Years or So»                                           | 6:27         |
| Общая длительность: | Общая длительность:                                               | 74:17        |

## Позиции в чартах
| Чарт (2017)                       | Высшая позиция |
| --------------------------------- | -------------- |
| Австралия (ARIA)                  | 14             |
| Бельгия/Фландрия (Ultratop)       | 25             |
| Бельгия/Валлония (Ultratop)       | 64             |
| Канада (Canadian Albums Chart)    | 21             |
| Дания (Hitlisten)                 | 32             |
| Нидерланды (Album Top 100)        | 16             |
| Франция (SNEP)                    | 121            |
| Германия (Offizielle Top 100)     | 60             |
| Ирландия (IRMA)                   | 7              |
| Новая Зеландия (RMNZ)             | 37             |
| Португалия (AFP)                  | 10             |
| Шотландия (Scottish Albums Chart) | 7              |
| Испания (PROMUSICAE)              | 36             |
| Швеция (Sverigetopplistan)        | 18             |
| Швейцария (Schweizer Hitparade)   | 32             |
| Великобритания (UK Albums Chart)  | 8              |
| США Billboard 200                 | 10             |
| США (Billboard Top Rock Albums)   | 1              |